# Guido Tacchinardi
Guido Tacchinardi (10. března 1840 Florencie – 6. prosince 1917 tamtéž) byl italský hudební skladatel, teoretik a pedagog.

## Život
Guido Tacchinardi byl synem známého operního pěvce Niccolò Tacchinardiho (1772–1859), který svou kariéru končil jako učitel zpěvu ve Florencii. Guidova starší sestra Fanny Tacchinardiová, provdaná Persianiová (1812–1867), se stala rovněž operní zpěvačkou. Guido studoval ve svém rodném městě u skladatele Teodula Mabelliniho (1817–1897).
V roce 1881 začal pracovat jako učitel hudební teorie na Regio Istituto Musicale di Firenze (dnes "Conservatorio di Musica Luigi Cherubini". O deset let později byl jmenován ředitelem ústavu. V této funkci pak působil až do své smrti v roce 1917. Skladatelova hudební pozůstalost je uložena v archivu konzervatoře.
Jeho dcera Giulia Tacchinardiová se stala úspěšnou houslistkou. Jeho syn Alberto se stal hudebním vědcem. Publikoval práce věnované hudebnímu rytmu a akustice.

## Dílo
Pro zádušní mši za Gioacchino Rossiniho iniciovanou Giuseppe Verdim zkomponoval část "Lux Aeterna" jako trio tří mužských hlasů. Pro svou dceru Giulii napsal Houslový koncert g-moll a řadu drobnějších skladeb pro housle a klavír.

### Vokální hudba
- I conti senza l‘oste, melodramma comico (libreto Enrico Cecioni, Florencie 1872, Teatro Nuovo)
- Gesù di Nazareth (oratorium)
- 3 mše a další chrámové skladby

### Komorní hudba
- Dodici Miniature per violino e pianoforte (věnováno dceři Giulii, 1902)
- Dodici fughe per pianoforte a 2, 3, 4 e 6 parti reali (1890)

### Muzikologické spisy
- Studio sulla interpretazione della musica (1902)
- Manuale pratico di grammatica musicale (compilato secondo il programma della scuola di elementi del R[eal] Istituto Musicale Cherubini di Firenze) (1912)
- Metodo per lo studio del contrappunto e fuga
- Metodo per lo studio dell‘armonia (1889)
- Cinquanta piccoli bassi progressivi per lo studio elementare della disposizione a quattro parti (1887)
- Saggi di basso numerato e di contrappunto da servire di studio preparatorio alla interpretazione della musica di stile legato

### Ediční činnost
Sbírky vokální a instrumentální hudby skladatelů 16.–18. století:
- Anticaglie musicali italiane
- Ventiquattro antiche arie italiane